# Европейский маршрут E27
Европейский маршрут Е27 — европейский автомобильный маршрут категории А, соединяющий города Бельфор (Франция) и Аоста (Италия). Длина маршрута — 328 км.

## Города, через которые проходит маршрут
Маршрут Е27 проходит через 3 европейские страны:
- Франция: Бельфор — Бермон — Дель —
- Швейцария: Корнол — Мутье — Таванн — Биль — Лис — Уртенен-Шёнбюль — Берн — Веве — Монтрё — тоннель под Большим Сен-Бернаром —
- Италия: Аоста

Е27 связан с маршрутами
- E60
- E25
- E62

## Фотографии

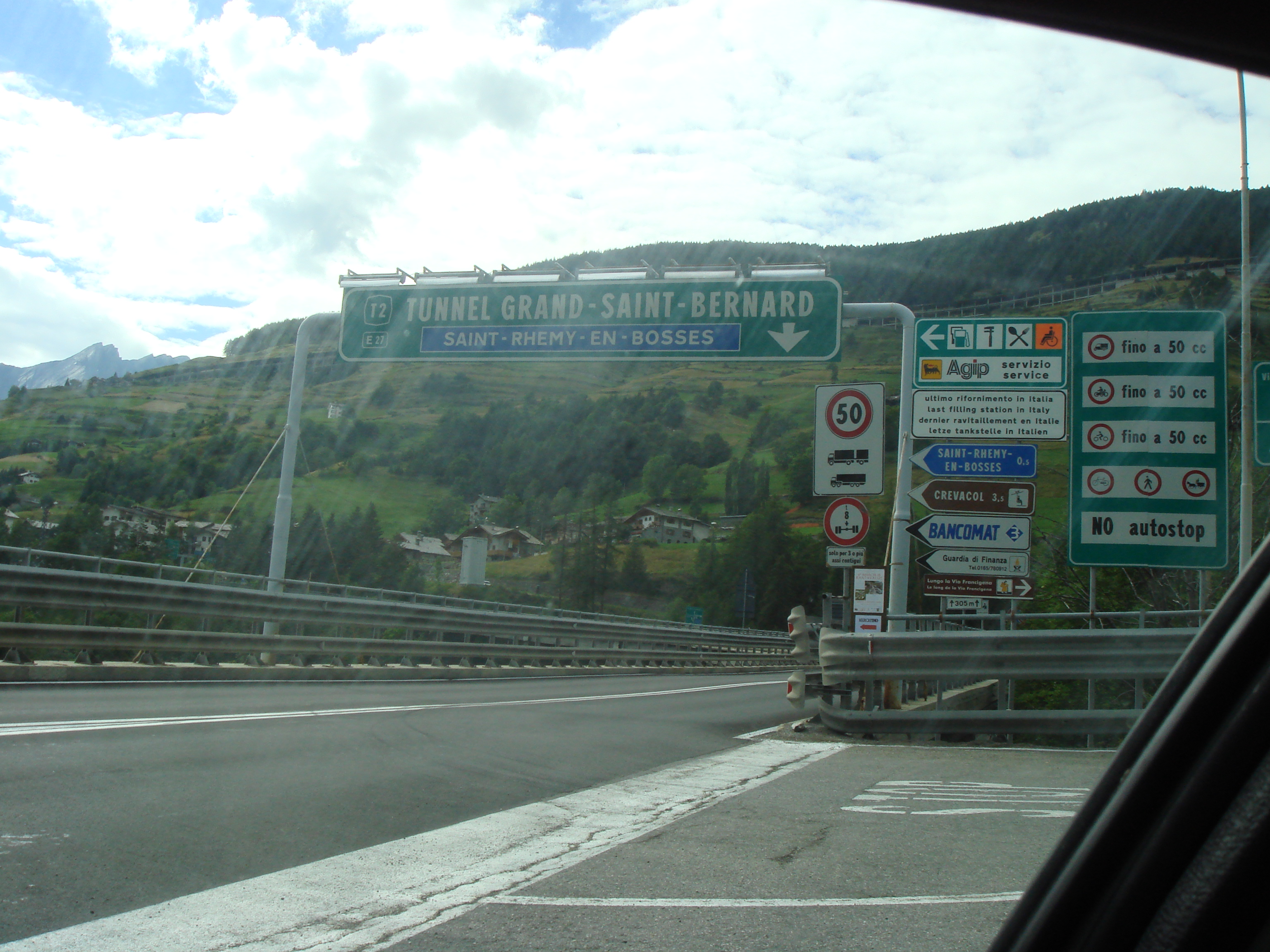
Въезд в тоннель под Большим Сен-Бернаром (Сен-Реми-ан-Босс)
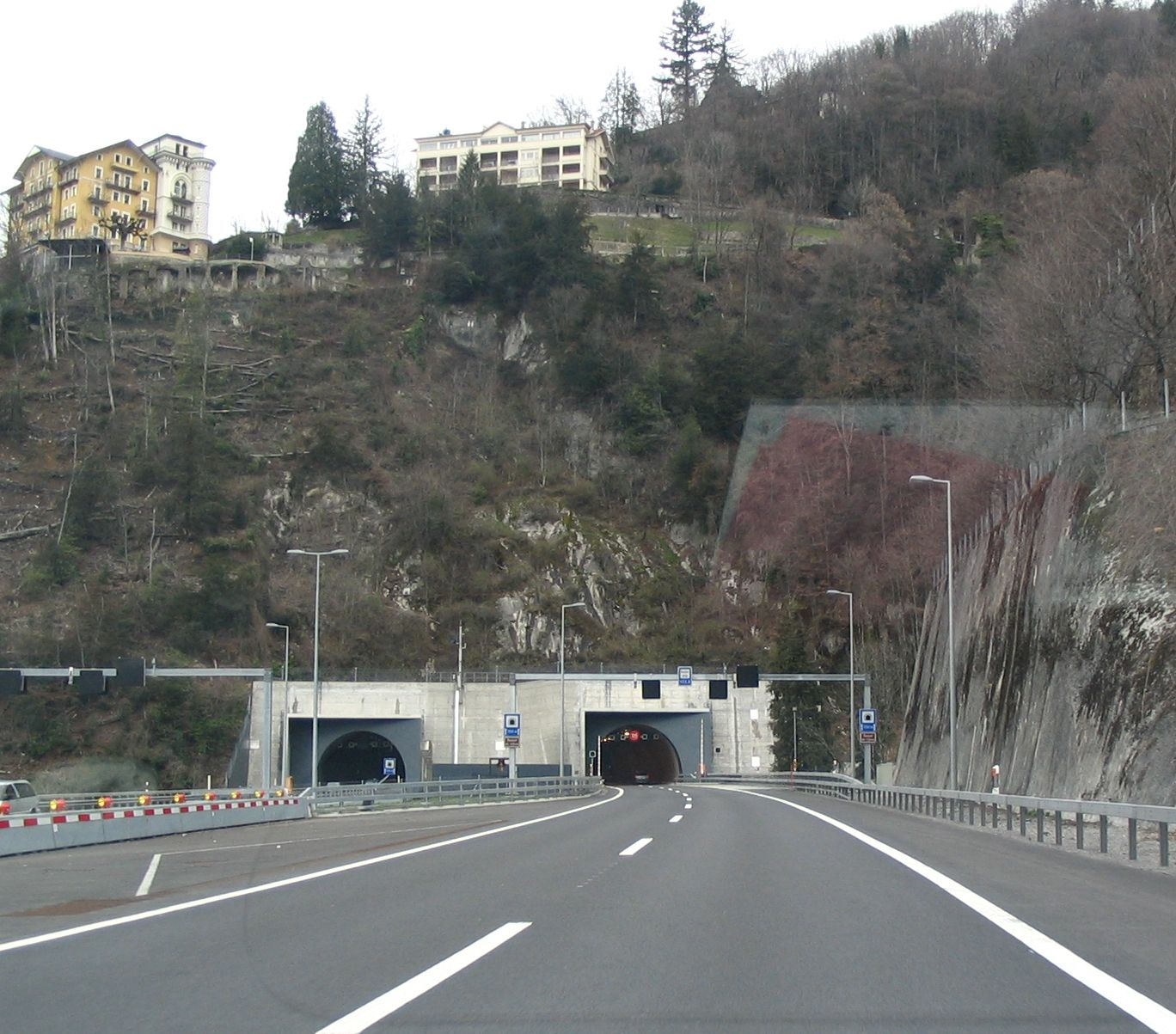
Тоннель около Монтрё